# Кундиев, Юрий Ильич
Ю́рий Ильи́ч Кундиев (укр. Юрій Ілліч Кундієв; 2 октября 1927, Трояны, Первомайский округ — 17 января 2017, Киев) — советский и украинский учёный в области гигиены труда, профессор (1969), действительный член Национальной академии медицинских наук Украины) и РАМН.

## Биография
Родился в семье Александры Александровны Кундиевой и Ильи Игнатьевича Кундиева. Отец был арестован в 1936 году на 15 лет без права переписки (что означало расстрел), а в 1955 году реабилитирован посмертно.
С 1945 года жил в Киеве. В 1955 году защитил кандидатскую диссертацию. В 1967 году защитил докторскую диссертацию на тему «Гигиеническое значение проблемы всасывания фосфорорганических пестицидов через кожу».
С 1964 года — директор Института медицины труда имени Ю. И. Кундиева НАМН Украины (до 1992 года — Киевский НИИ гигиены труда и профзаболеваний).
Действительный член Национальной академии медицинских наук Украины (1993), ее вице-президент с 1999 года, затем — советник Президиума НАН Украины, член комитета экспертов ВОЗ по профессиональному здоровью. Почётный член Чехословацкого медицинского общества им. Я. Пуркине (1966), Общества медицины труда Польши (1975).

## Научная деятельность
Впервые изучил резорбцию (проникновение) пестицидов через кожу.
Основные научные направления: гигиена и физиология труда в сельском хозяйстве, токсикология пестицидов и безопасное использование, комбинированное действие факторов производственной среды, эпидемиология профессиональных и общих заболеваний, изучение профессионального риска здоровью, гигиенические проблемы ликвидации последствий аварии на ЧАЭС.
Автор более 450 научных работ, в том числе 20 монографий, книг и пособий. Подготовил 13 докторов и 30 кандидатов наук.

## Награды и звания
Награжден орденами Трудового Красного Знамени, Дружбы народов, «За заслуги» III степени.
Заслуженный деятель науки и техники УССР. Дважды лауреат Государственной премии Украины в области науки и техники.
Лауреат премии АМН СССР имени Ф. Ф. Эрисмана (1980). Лауреат Премии НАН Украины имени Р. Е. Кавецкого (вместе с Д. В. Варивончик, А. М. Нагорной)

## Публикации

### Книги
- Гигиена труда [Текст] : Сборник статей / М-во здравоохранения УССР, Киевский науч.-исслед. ин-т гигиены труда и профзаболеваний; отв. ред. Ю. И. Кундиев. — Киев : Здоров’я, 1967. — 243 с.[5]
- Всасывание пестицидов через кожу и профилактика отравлений / Ю. И. Кундиев. — Киев : Здоров’я, 1975. — 199 с. — 6000 экз.
- Предупредительный санитарный надзор в промышленности и сельском хозяйстве [Текст] : монография / Ю. И. Кундиев, О. В. Чебанова, Е. П. Тупчий. — К. : Здоров’я, 1980. — 207 с. — 5000 экз.
- Социально-гигиенические аспекты сердечно-сосудистых заболеваний [Текст] / Ю. И. Кундиев, А. Г. Каминский, Л. И. Томашевская. — К. : Здоров’я, 1981. — 277 с. — 10000 экз.
- Гигиена труда в сельскохозяйственном производстве [Текст] : руководство / [Ю. И. Кундиев, Л. И. Медведь, М. Я. Болсунова и др.] ; Под ред. Л. И. Медведя, Ю. И. Кундиева. — М. : Медицина, 1981. — 455 с.
- Гигиена и токсикология смазочно-охлаждающих жидкостей [Текст] : сборник научных трудов / [Ю. И. Кундиев, И. М. Трахтенберг, Г. В. Поруцкий и др.]. — К. : Здоров’я, 1982. — 120 с.
- Гигиена и физиология труда на тепловых электростанциях. — М. : Медицина, 1982. — 222 с.[6]. — Медицина, 1982.
- Профессиональные заболевания работников сельского хозяйства [Текст] / [Ю. И. Кундиев, Е. П. Краснюк, В. Г. Бойко и др.]; под ред. Ю. И. Кундиева, Е. П. Краснюк. — Киев : Здоров’я, 1983. — 272 с.
- Профессиональное здоровье в Украине: эпидемиологический анализ[7]. — Авіцена, 2007.

### Статьи
- Охрана здоровья тружеников села [Текст]. № 2 / Ю. И. Кундиев, В. Г. Цапко. — М. : Знание, 1974. — 64 с.
- Онкологическая заболеваемость работников асбестоцементных производств [Текст] / А. М. Нагорная [и др.] // Медицина труда и промышленная экология. — 2008. — N 3. — С. 27-33.
- Гигиеническая характеристика условий труда рабочих основных профессий в асбестоцементном производстве Украины [Текст] / Ю. И. Кундиев [и др.] // Медицина труда и промышленная экология. — 2008. — N 3. — С. 21-27.
- Гигиеническая характеристика условий труда женщин, принципы диспансеризации [Текст] : (Метод. рекомендации) / Ю. И. Кундиев, В. А. Бузунов, А. Н. Каракалшян и др. ; Киев. науч.-исслед. ин-т гигиены труда и профзаболеваний. — Киев : [б. и.], 1988. — 20 с.

### Редактирование
- Гигиена труда. Вып. 13: респ. межвед. сборник / редкол.: Ю. И. Кундиев (отв. ред.). — Киев : Здоров’я, 1977. — 143 с.
- Гигиена труда. Вып. 14: респ. межвед. сборник / редкол.: Ю. И. Кундиев (отв. ред.). — Киев : Здоров’я, 1978. — 139 с.
- Гигиена труда. Вып. 15: респ. межвед. сборник / редкол.: Ю. И. Кундиев (отв. ред.). — Киев : Здоров’я, 1978. — 130 с.
- Гигиена труда. Вып. 16: респ. межвед. сборник / редкол.: Ю. И. Кундиев (отв. ред.). — Киев : Здоров’я, 1980. — 143 с.
- Вопросы гигиены физиологии труда и профпатологии в чёрной металлургии: матер. респ. конф., Днепропетровск, дек. 1973 г. / [редкол.: Ю. И. Кундиев (отв. ред.) и др.]. — Киев : Здоров’я, 1974. — 115 с.